# Pelecanoides whenuahouensis
Pelecanoides whenuahouensis — вид буревісникоподібних птахів родини пуфінурових (Pelecanoididae). Описаний у 2018 році.

## Поширення
Ендемік Нової Зеландії. Єдина колонія чисельністю у 150 птахів (дані 2018 року) відома на невеликому острові Кодфіш (мовою маорі острів називається Венуа Гоу, звідси походить і назва виду). Раніше вважалося, що колонія належить виду Pelecanoides georgicus. Субфосильні рештки вказують, що раніше вид був поширений на островах Стюарт та Окленд.